# Мухи Мутэки-рю
Мухи Мутэки-рю (яп. 無比無敵流) — древняя школа дзёдзюцу и дзюдзюцу, классическое боевое искусство Японии, основанное приблизительно в 1600-х годах мастером по имени Сасаки Тэссай Токухиса.

## История
Школа Мухи Мутэки-рю была основана в начале периода Токугава мастером по имени Сасаки Тэссай Токухиса (яп. 佐々木哲斎徳久). Согласно легенде, создатель стиля совершил путешествие более чем в 60 провинций по всей Японии, посещая храмы и развивая собственные навыки.
Позже, шестой глава школы, Катаока Мунэёси Кагэсигэн (яп. 片岡宗吉景重), обосновал стиль в провинции Мито, где оно процветало на протяжении 1770—1780-х годов. Катаока усовершенствовал и обогатил техники школы, назвав её новым именем — Мухи Мутэки-рю. Традиции системы до сих пор практикуются в области Мито.
11-й глава школы, Оути Фудзидзиро Таданобу, также являлся 9-м наследником традиций Ига-рюха Кацусин-рю. Обе школы в неопределённый момент времени перебазировались в Ибараки, где остаются активными и по сей день. Благодаря знакомству с техниками дзюдзюцу стиля Кацусин-рю, Оути добавил в программу обучения методы невооружённой борьбы.
По состоянию на 2008 год Мухи Мутэки-рю входит в состав организации Нихон Кобудо Кёкай. Текущим, 15-м главой школы является Нэмото Кэнити (яп. 根本 憲一).